# Cigclisula fissurata
Cigclisula fissurata is een mosdiertjessoort uit de familie van de Colatooeciidae. De wetenschappelijke naam van de soort is, als Porella fissurata, voor het eerst geldig gepubliceerd in 1890 door Ortmann.